# Rhipsalis
Rhipsalis (del griego, "cestería") o Cactus muérdago es un género de 35 especies de cactus epifitos, la mayoría sin espinas. 
El género se encuentra ampliamente distribuido por Centroamérica, parte del Caribe y gran parte del norte y centro de Suramérica. Una de las especies, Rhipsalis baccifera se encuentra también en África, Madagascar, Sri Lanka, India y Nepal. Varias teorías explican la dispersión de R. baccifera. Una de ellas indica que las aves migratorias podrían haber transportado las semillas en sus viajes anuales. 

## Especies
| - Rhipsalis baccifera - Rhipsalis capilliformis - Rhipsalis cassutha - Rhipsalis cereuscula - Rhipsalis cereoides - Rhipsalis cribata - Rhipsalis crispata - Rhipsalis elliptica - Rhipsalis fasciculata - Rhipsalis floccosa - Rhipsalis gibberula | - Rhipsalis hoelleri - Rhipsalis lindbergiana - Rhipsalis linearis - Rhipsalis micrantha - Rhipsalis oblonga - Rhipsalis pacheco-leonis - Rhipsalis paradoxa - Rhipsalis pilocarpa - Rhipsalis rahuiorum - Rhipsalis russellii - Rhipsalis sulcata - Rhipsalis teres |